# Слепых, Иван Фёдорович
Ива́н Фёдорович Слепы́х  (1918—2004) — полный кавалер Ордена Славы, участник Великой Отечественной войны, наводчик 76-мм орудия 43-го отдельного гвардейского истребительно-противотанкового дивизиона 39-й гвардейской стрелковой дивизии, гвардии младший сержант.

## Биография
Иван Фёдорович Слепых родился 26 марта 1918 года в селе Старомеловая (ныне — Старая Меловая Петропавловского района Воронежская области) в семье крестьянина. Русский. До службы в армии окончил 4 класса, работал в колхозе. В РККА — с 1939 года. На фронте в Великую Отечественную войну — с августа 1941 года. Особо отличился в боях за освобождение Польши и при штурме Берлина.
Наводчик 76-мм орудия 43-го отдельного гвардейского истребительно-противотанкового дивизиона 39-й гвардейской стрелковой дивизии (8-я гвардейская армия) гвардии рядовой И. Ф. Слепых в составе расчёта 23 июля 1944 года в бою за город Люблин (Польша) точным огнём уничтожил 1 пулемёт и свыше 10 гитлеровцев, что не позволило противнику взорвать железнодорожный мост. 5 августа 1944 года награждён орденом Славы 3-й степени.
В феврале 1945 года, в боях за город Познань (Польша), наводчик 76-мм орудия гвардии младший сержант И. Ф. Слепых в составе расчёта, находясь в боевых порядках наступающей пехоты, метким огнём уничтожил 3 пулемёта и до 15 гитлеровцев. 4 апреля 1945 года награждён орденом Славы 2-й степени.
В апреле 1945 года наводчик 76-мм орудия И. Ф. Слепых в составе расчёта при форсировании канала Тельтов в городе Берлине огнём из орудия уничтожил дзот, чем был обеспечен успех боя. В последующих боях И. Ф. Слепых прямой наводкой поразил 2 пулемёта и свыше 15 гитлеровцев, обеспечив продвижение стрелковой роты. 15 мая 1946 года награждён орденом Славы 1-й степени.
В 1945 году Иван Фёдорович Слепых демобилизован. Вернулся в родное село. Работал в колхозе. Жил в селе Индычий.
Умер 17 ноября 2004 года. Похоронен в селе Красноселовка Петропавловского района Воронежской области.

## Награды
- Орден Октябрьской Революции.
- Орден Отечественной войны I степени. Указ Президиума Верховного Совета СССР от 11 марта 1985 года.
- Орден Славы I степени. Указ Президиума Верховного Совета СССР от 15 мая 1946 года.
- Орден Славы II степени. Приказ Военного совета 8 гвардейской армии № 365/н от 4 апреля 1945 года.
- Орден Славы III степени. Приказ командира 39 гвардейской стрелковой дивизии № 75/н от 5 августа 1944 года.
- Медаль «За оборону Сталинграда». Указ Президиума Верховного Совета СССР от 22 декабря 1942 года.
- Медали СССР.